# One Fast Move
One Fast Move è un film del 2024 diretto da Kelly Blatz.

## Trama
Un giovane soldato congedato con disonore va a cercare il padre che lo aveva abbandonato per chiedergli di aiutarlo a realizzare il suo sogno di correre con le moto SuperSport.

## Distribuzione
Il film è stato distribuito sulla piattaforma Amazon Prime Video a partire dall'8 agosto 2024.